# Tomasz Majka
Tomasz Zygmunt Majka (ur. 2 maja 1962) – polski menedżer i urzędnik państwowy, w 1998 wicewojewoda tarnowski, wiceprezes Polskiej Agencji Rozwoju Turystyki.

## Życiorys
Syn Władysława, zamieszkał w Tarnowie. W 1987 został absolwentem filologii polskiej (ze specjalnością w zakresie filmoznawstwa) na Uniwersytecie Jagiellońskim, ukończył także kurs w Akademii Obrony Narodowej. Pracował w Krakowskim Domu Kultury „Pałac pod Baranami” i Wojewódzkim Ośrodku Kultury w Tarnowie jako kierownik działów filmowych, następnie był pracownikiem administracji państwowej.
Zaangażował się w działalność polityczną w ramach Unii Wolności, był wiceprzewodniczącym rady regionalnej partii w Małopolsce. W ramach Stowarzyszenia Edukacji Demokratycznej organizował przez szereg lat projekty polsko-ukraińskie. W 1998 z rekomendacji UW sprawował funkcję ostatniego w historii województwa wicewojewody tarnowskiego. Później pracował w Ministerstwie Transportu. W 2005 zrezygnował z działalności politycznej. W latach 1999–2010 pozostawał wiceprezesem Polskiej Agencji Rozwoju Turystyki, prowadził też wykłady na Wydziale Zarządzania i Komunikacji Społecznej UJ. Zajmował stanowiska dyrektora krakowskiego oddziału Totalizatora Sportowego i prezesa zarządu przedsiębiorstwa Biomasa Grupa Tauron. Był też doradcą zarządu ukraińskiej spółki kolejowej Ukrzaliznycia. W 2018 zajął się prowadzeniem własnej działalności w branży konsultingowej.